# Kalesa
 (janvier 2021).

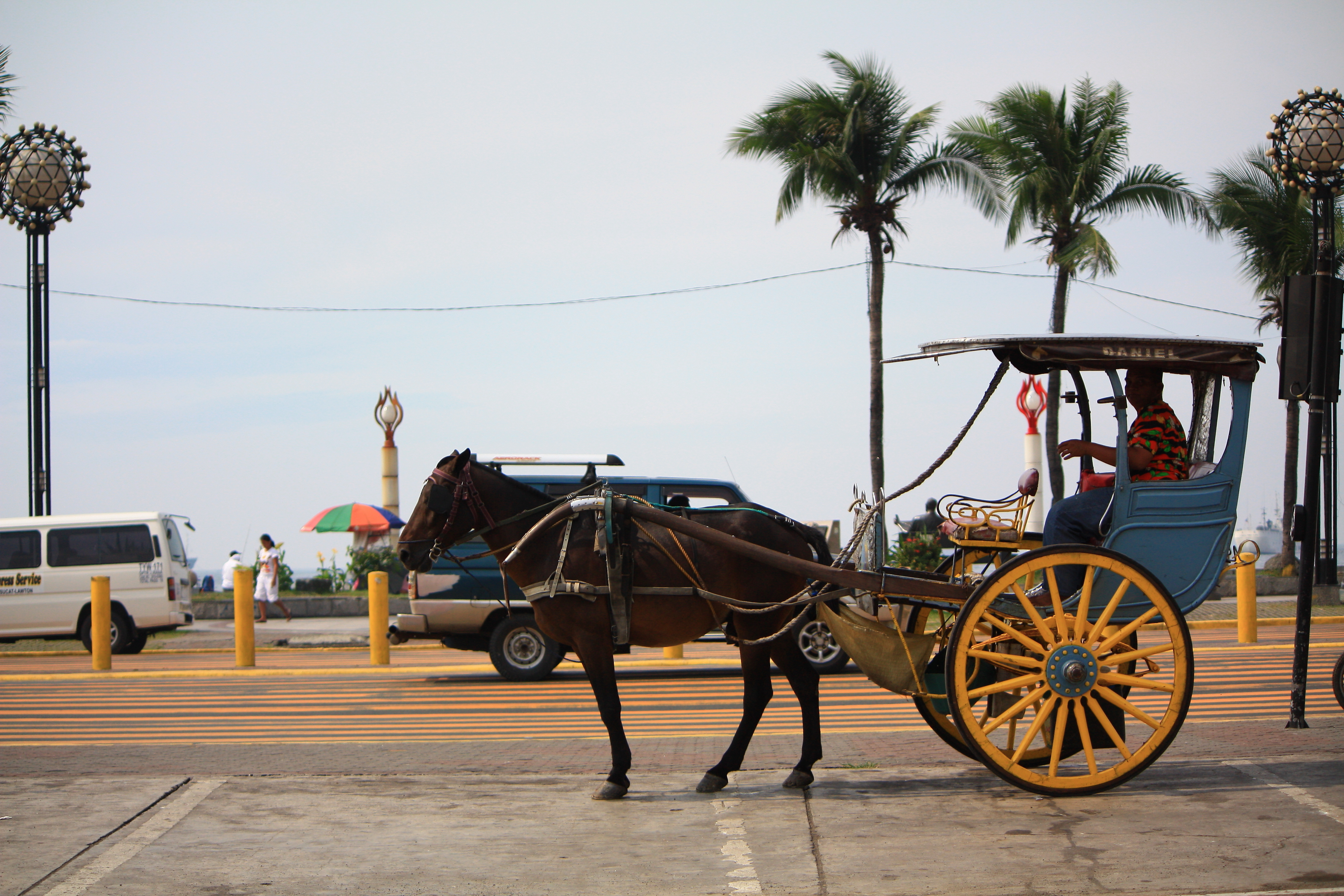
Une kalesa à Manille

Une kalesa (aussi connue aussi bien que calesa, carromata ou caritela en espagnol philippin) est une voiture tirée par des chevaux de deux roues utilisée en Philippines. Généralement, elle est peinte et décorée en couleurs vives. Elle a été un moyen principal de transport public et privé pendant l'ère colonial des Philippines, bien que dans les temps modernes, en grande partie elles ne survivent que comme des attractions touristiques.

## Histoire
Kalesa (du mot espagnol « calesa ») a été introduit pour la première fois en Philippines au XVIIIe siècle  par les espagnols. Elle est devenue le principal moyen de transport public et privé en Philippines jusqu'au début du XXe siècle. Elle a été aussi utilisée pour le transport de marchandises.
L'utilisation de la kalesa a diminué après la Seconde Guerre mondiale, lorsque le transport public massif a été assumé en grande partie par les jeepneys et les mototaxis. La kalesa, dans les temps modernes, est utilisée en grande fondamentalement comme une attraction touristique.   

## Description

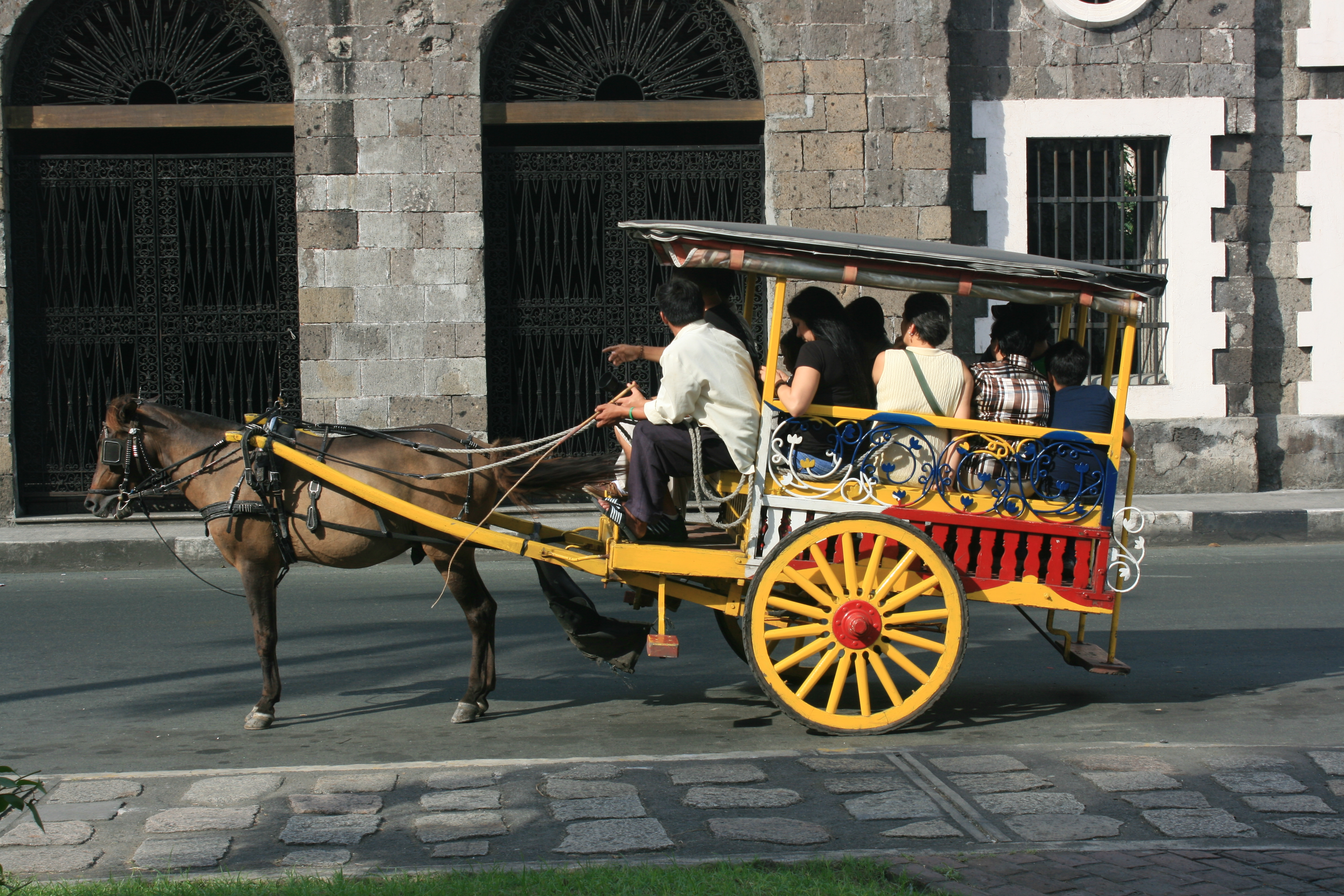
Une tartanilla en Intramuros (Manille). Ceux-ci se causent dans l'ère colonial américaine et se différencient en qu'ils ont deux bancs orientés vers les côtés au lieu des sièges de passagers orientés vers l'avance.

La kalesa ressemble à une charrette inclinée à deux roues et est tirée par un seul cheval. Elle est faite en bois, en métal ou dans une combinaison des deux. Traditionnellement, elle avait une seule banquette orientée vers l'avant pouvant accueillir deux passagers. Le conducteur de la kalesa, normalement appelé kutsero (de « cochero », « cocher », en espagnol) est assis à l'avant du siège du conducteur. Le conducteur et les passagers sont enfermés par une bâche qui provient de l'arrière de la cabine.
Les kalesa de l' époque de la domination américaine avec deux bancs latéraux (chacun d'une capacité de deux passagers) sont connus sous le nom de tartanilla. Dans les versions modernes, elles peuvent accueillir de 8 à 10 personnes. Ils restent un moyen de transport emblématique dans la ville Cebu.
Les grandes versions à quatre roues de la kalesa étaient connues sous le nom de karwahe (de « carruaje », « chariot » en espagnol), tandis que les charrettes tirées par des carabaos (généralement utilisées pour transporter des marchandises) étaient appelées « garetas » ou « kareton » (de « carretón » « charrette » en espagnol).